# Lift Your Skinny Fists Like Antennas to Heaven
Lift Your Skinny Fists Like Antennas to Heaven is het tweede album van de Canadese post-rockband Godspeed You! Black Emperor. Het dubbelalbum staat ook bekend als Lift Yr. Skinny Fists Like Antennas to Heaven! en de semi-Franstalige titel Levez Vos Skinny Fists Comme Antennas to Heaven.

## Nummers
Lift Your Skinny Fists Like Antennas to Heaven heeft vier nummers die in totaal uit negentien 'movements' bestaan. De twee nummers op de eerste cd ("Storm" en "Static") hebben samen negen 'movements' en die op de tweede cd ("Sleep" en "Antennas to Heaven") tien. De movements variëren in duur van minder dan één tot meer dan twaalf minuten.
CD-versie
1. "Storm" - 22:32
  1. "Lift Yr. Skinny Fists, Like Antennas to Heaven..." - 6:15
  2. "Gathering Storm/Il Pleut à Mourir [+Clatters Like Worry]" - 11:10
  3. "'Welcome to Arco AM/PM...' [L.A.X.; 5/14/00]" - 1:15
  4. "Cancer Towers on Holy Road Hi-Way" - 3:52
2. "Static" - 22:35
  1. "Terrible Canyons of Static" - 3:34
  2. "Atomic Clock" - 1:09
  3. "Chart #3" - 2:39
  4. "World Police and Friendly Fire" - 9:48
  5. "[...+The Buildings They Are Sleeping Now]" - 5:25
3. "Sleep" - 23:17
  1. "Murray Ostril: '...They Don't Sleep Anymore on the Beach...'" - 1:10
  2. "Monheim" - 12:14
  3. "Broken Windows, Locks of Love Pt. III." - 9:53
4. "Antennas to Heaven" - 18:57
  1. "Moya Sings 'Baby-O'..." - 1:00
  2. "Edgyswingsetacid" - 0:58
  3. "[Glockenspiel Duet Recorded on a Campsite In Rhinebeck, N.Y.]" - 0:47
  4. "'Attention...Mon Ami...Fa-Lala-Lala-La-La...' [55-St. Laurent]" - 1:18
  5. "She Dreamt She Was a Bulldozer, She Dreamt She Was Alone in an Empty Field" - 9:43
  6. "Deathkamp Drone" - 3:09
  7. "[Antennas to Heaven...]" - 2:02

## Bezetting

### Godspeed You! Black Emperor
- Thierry Amar – basgitaar
- David Bryant – elektrische gitaar
- Bruce Cawdron – drums
- Aidan Girt – drums
- Norsola Johnson – cello
- Efrim Menuck – gitaar
- Mauro Pezzente – basgitaar
- Roger Tellier-Craig – gitaar
- Sophie Trudeau – viool

### Gastmuzikanten
- Alfons – hoorn
- Brian – hoorn

### Technisch personeel
- John Golden – mastering
- Daryl Smith – productie